# آزادراه ام۴۸
آزادراه‌ام۴۸ (به انگلیسی: M48 motorway) یک آزادراه در کشور انگلستان است.
این آزادراه که از شهر واتفورد گپ شروع میشود، ۱۹ کیلومتر (۱۲ مایل) مسافت دارد و از شهرهای چپستاو، نیوپورت، کاردیف و بریستول عبور میکند.